# Manzanar
Manzanar es el más conocido de los diez campos de concentración estadounidenses, donde más de 110.000 nikkei estadounidenses fueron encarcelados durante la Segunda Guerra Mundial. Está ubicado a los pies de la Sierra Nevada en el valle Owens, California, y entre los poblados de Lone Pine, al sur, e Independence, al norte, aproximadamente a 370 kilómetros al noreste de Los Ángeles.
Manzanar fue valorado por el Servicio de Parques Nacionales de los Estados Unidos como el campo mejor conservado de este tipo, por lo que ha sido calificado como National Historic Site («Lugar histórico nacional»).
Mucho antes de que los primeros prisioneros llegaran al lugar, en marzo de 1942, Manzanar era el hogar de diversos pueblos nativos, que vivían sobre todo en aldeas ubicadas en los alrededores de los arroyos cercanos al área. Grupos de rancheros y mineros se establecieron formalmente en Manzanar en 1910, aunque abandonaron el pueblo en 1929 después de que la ciudad de Los Ángeles comprara los derechos del agua de prácticamente toda el área. A pesar de las diferencias de estos grupos, sus historias tienen en común la amenaza del traslado forzoso.
Desde que los últimos prisioneros salieron en 1945, antiguos prisioneros y otros interesados han trabajado para proteger Manzanar y establecerlo como Sitio Histórico Nacional, con la finalidad de preservarlo y explicarlo a la presente generación así como a las futuras. El tema principal es el de la época de internamiento de los nikkei estadounidenses, tal y como se especificó en la legislación que creó al sitio histórico. El lugar también aborda el tema del pueblo de Manzanar, sus días como rancho, el asentamiento en el valle Owens de los paiute, así como el rol que tuvo el agua en la formación de la historia del valle.

## Terminología
Desde finales de la Segunda Guerra Mundial han existido debates sobre la terminología utilizada al referirse a Manzanar y otros campos en los que nikkei estadounidenses y su parentela inmigrante fueron encarcelados por el gobierno de los Estados Unidos durante la guerra. Manzanar ha sido descrito como «Centro de reubicación de guerra», «campo de reubicación», «campo de internamiento» y «campo de concentración», y el debate de cuál término es el más preciso y apropiado continúa hasta estos días.
El doctor James Hirabayashi, profesor emérito y antiguo decano del Departamento de Estudios Étnicos de la Universidad de San Francisco, escribió un artículo en 1994 en el que aseguraba que se cuestionaba porqué aún se utilizaban en la actualidad términos eufemistas para describir los campos como Manzanar.

«Revisemos los puntos principales del debate. Más de 120.000 residentes de los Estados Unidos, de los cuales dos terceras partes eran ciudadanos estadounidenses, fueron encarcelados bajo custodia armada. No hubo crímenes cometidos, ni juicios, ni condenas: los japoneses estadounidenses eran prisioneros políticos. Detener a ciudadanos estadounidenses en un sitio bajo custodia armada constituye un "campo de concentración". ¿Pero cuáles eran los términos utilizados por los oficiales del gobierno que estaban involucrados en el proceso y que tenían que justificar sus acciones? Raymond Okamura nos proporciona una detallada lista de términos. Consideremos esos tres eufemismos: "evacuación", "reubicación" y "no extranjero". Las víctimas de terremotos e inundaciones son reubicadas. La palabra se refiere a trasladar gente para rescatarla y protegerla del peligro.

Quienes hicieron la política oficial del gobierno consistentemente usaron la palabra "evacuación" para referirse al traslado forzado de japoneses estadounidenses y los sitios fueron llamados "centros de reubicación". Estos son eufemismos (Webster: "la sustitución de un término inofensivo por uno considerado explícitamente ofensivo) ya que los términos no implican el traslado forzado ni encarcelamiento en empalizadas patrulladas por guardias armados. El encubrimiento fue intencional».

Hibayashi continuó describiendo el daño ocasionado debido al uso de ese eufemismo y también habló del tema de si los campos nazis podían ser llamados "campos de concentración". 

«El perjuicio al continuar usando los eufemismos del gobierno es que disfraza o suaviza la realidad que subsecuentemente se ha reconocido legalmente como un grave error. Las acciones abrogaban algunos derechos fundamentales subyacentes a la Constitución, el documento bajo el cual nos gobernamos. Esta erosión de derechos fundamentales tiene consecuencias para todos los ciudadanos de nuestra sociedad y debemos observar que nunca más se repita.

Algunos han argumentado que los campos de la Alemania nazi durante el Holocausto eran campos de concentración y que referirse así a los campos de los japoneses estadounidenses sería una afrenta para los judíos. Ciertamente es verdad que los japoneses estadounidenses no sufrieron el duro destino de los judíos en los terribles campos de concentración o campos de la muerte donde la Alemania Nazi practicaba una política de genocidio. Aunque la pérdida de vidas fue mínima en los campos estadounidenses, eso no niega la realidad inconstitucional del encarcelamiento de ciudadanos japoneses estadounidenses. La investigación de Michi y Walter Weglyn concerniente a los eufemismos de la Alemania nazi para sus campos de concentración reveló frases como "campos de custodia de protección", "centros de recepción" y "campos de tránsito". Irónicamente dos eufemismos nazis eran idénticos al del uso de nuestro gobierno: "centros de asamblea" y "centros de reubicación". Sería bueno señalar también que los nazis no estaban actuando bajo la Constitución de los Estados Unidos. Las comparaciones generalmente no se ocupan de señalar que Hitler actuaba bajo las reglas del Tercer Reich. En Estados Unidos todas las tres ramas del gobierno, ostensiblemente operando bajo la Constitución de los Estados Unidos, ignoró la Carta de Derechos para encarcelar a los japoneses estadounidenses».

En 1998 el término «campos de concentración» ganó mucha mayor credibilidad antes de la apertura de la exhibición de los campos estadounidenses en Ellis Island. Inicialmente el Comité de judíos estadounidenses (American Jewish Committee, por sus siglas AJC) y el Servicio de Parques Nacionales, dirigido por Ellis Island, objetaron el uso del término durante la exposición. Sin embargo, durante una reunión subsecuente en las oficinas de la AJC en Nueva York, líderes representando a los japoneses estadounidenses y los judíos estadounidenses llegaron al entendido del uso del término. Después de la reunión, el Museo nacional japonés americano y la AJC publicaron una declaración conjunta (que se incluyó en la exhibición) que decía:

«Un campo de concentración es un lugar donde la gente es encarcelada no por algún crimen que haya cometido, sino por el simple hecho de ser quienes son. Aunque muchos grupos han sido individualizados para su persecución a lo largo de la historia, el término "campo de concentración" fue utilizado por primera vez en el cambio de siglo durante las guerras Hispano-Estadounidense y de los Bóers. Durante la Segunda Guerra Mundial, los campos de concentración de los Estados Unidos eran fáciles de distinguir de los de la Alemania nazi. Los campos nazis eran lugares de tortura, experimentos médicos bárbaros y ejecuciones sumarias; algunos eran centros de exterminio con cámaras de gas. Seis millones de judíos fueron masacrados en el Holocausto. Muchos otros, incluyendo gitanos, polacos, homosexuales y disidentes políticos también fueron víctimas de los campos de concentración nazi. En años recientes, campos de concentración han existido en la antigua Unión Soviética, Camboya y Bosnia. A pesar de las diferencias, todos tenían una cosa en común: la gente en el poder removió un grupo minoritario de la población general y el resto de la sociedad permitió que ocurriera».

El New York Times publicó un editorial sin firmar apoyando el uso de «campo de concentración» durante la exhibición. El artículo citó a Jonathan Mark, un columnista de The Jewish Week, quien escribió: «¿Nadie puede hablar de esclavitud, gas, trenes y campos? Es una mala práctica judía monopolizar el dolor y minimizar las víctimas». El Director ejecutivo de la AJC David A. Harris declaró durante la controversia: «Nosotros no hemos reclamado exclusividad judía para el término "campos de concentración"».

## Historia

### Antes de la Segunda Guerra Mundial

#### Paiute del valle Owens

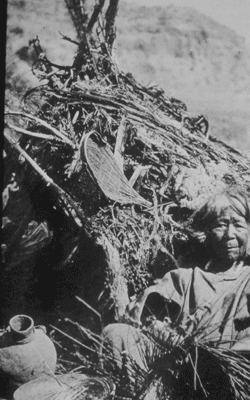
Una mujer paiute del valle Owens tejiendo una canasta.

Manzanar fue habitado inicialmente por nativos estadounidenses hace aproximadamente 10 000 años. Alrededor del 1.500 años atrás el área fue poblada por los paiute del valle Owens, quienes se extendieron por el valle desde el valle Long en el norte hasta el lago Owens en el sur, y desde la cima de Sierra Nevada en el oeste hasta las montañas Inyo al este. Otras naciones de nativos en la región incluían a los miwok, los mono occidentales y los tubatulabal al oeste, los Shoshone en el sur y el este y los paiute del lago Mono al norte. Los paiute del valle Owens cazaban y pescaban, recolectaban piñones y cultivaban utilizando irrigación en la zona. También intercambiaban objetos cafés de alfarería por sal del Saline Valley, e intercambiaban otros utensilios y bienes a lo largo de la Sierra Nevada durante el verano y otoño.
El valle Owens había recibido escasa atención de los estadounidenses descendientes de europeos antes del inicio de la década de 1860 ya que era poco más que un cruce de caminos de las rutas que atravesaban el área. Cuando se descubrió oro y plata en Sierra Nevada y las montañas Iyo, la súbita llegada de mineros, granjeros, ganaderos y sus hambrientos rebaños trajo conflictos con los paiute, cuyas cosechas estaban siendo destruidas. Como resultado, tuvo lugar una guerra de los paiute por el valle entre 1861 y 1863 pero al final fueron forzados junto con otros nativos de la región a punta de pistola por el Ejército de los Estados Unidos a caminar más de 320 kilómetros hasta el Fuerte Tejón, en una de las muchas reubicaciones forzadas, o «Sendero de lágrimas», que se infligieron a los nativos de los Estados Unidos.
Aproximadamente una tercera parte de los nativos del valle Owens fueron reubicados por la fuerza al Fuerte Tejón. Después de 1863 muchos regresaron a los poblados permanentes que se habían establecido en las cimas que bajan de las montañas de Sierra Nevada. En el área de Manzanar, los paiute del valle Owens establecieron poblados en los arroyos Bairs, Georges, Shepherds y Symmes. Todavía quedan pruebas de la presencia de los paiute en la zona.

#### Rancheros

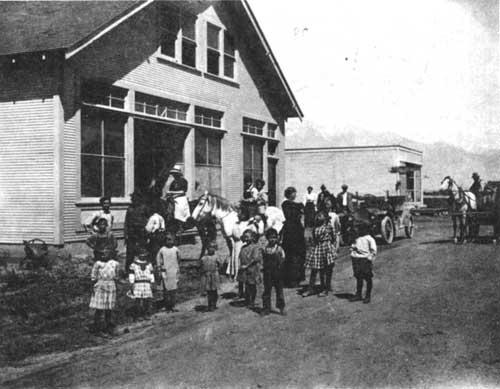
Centro Comunitario Manzanar (Manzanar Community Hall), aproximadamente en 1912.

Cuando los colonos estadounidenses descendientes de europeos llegaron al valle Owens por primera vez a mediados del siglo XIX, encontraron una gran cantidad de asentamientos paiute en el área. John Shepherd, uno de los primeros colonos, estableció una granja de 65 hectáreas a 4,8 kilómetros al norte de Georges Creek en 1864. Con la ayuda de trabajadores paiute del campo, expandió su rancho hasta 810 hectáreas.
En 1905 George Chaffey, un desarrollador de la agricultura en el sur de California, compró el rancho de Shepherd junto con otros adyacentes y los subdividió. Fundó el pueblo de Manzanar en 1910. La compañía de Chaffey posteriormente compró un sistema de irrigación y plantó cientos de árboles frutales. Para 1920 el pueblo contaba con más de 25 casas, una escuela con dos aulas, un ayuntamiento y un establecimiento comercial. También en esa época, cerca de 2.000 hectáreas estaban en proceso de cultivo de árboles de manzana, pera y durazno, junto con la siembra de uvas, ciruelas, papas, maíz y alfalfa, y grandes jardines de flores y vegetales. «Manzanar era un lugar muy feliz y agradable para vivir durante esos años, con sus duraznos, peras y sus huertos de manzanas, campos de alfalfa, con sus tres senderos alineados, prados y campos de maíz», aseguró Martha Mills, quien vivió allí entre 1916 y 1920. Algunos de los huertos originales, junto con algunos vestigios del pueblo y de los ranchos pueden observarse al día de hoy.

#### Sofocar la sed de Los Ángeles

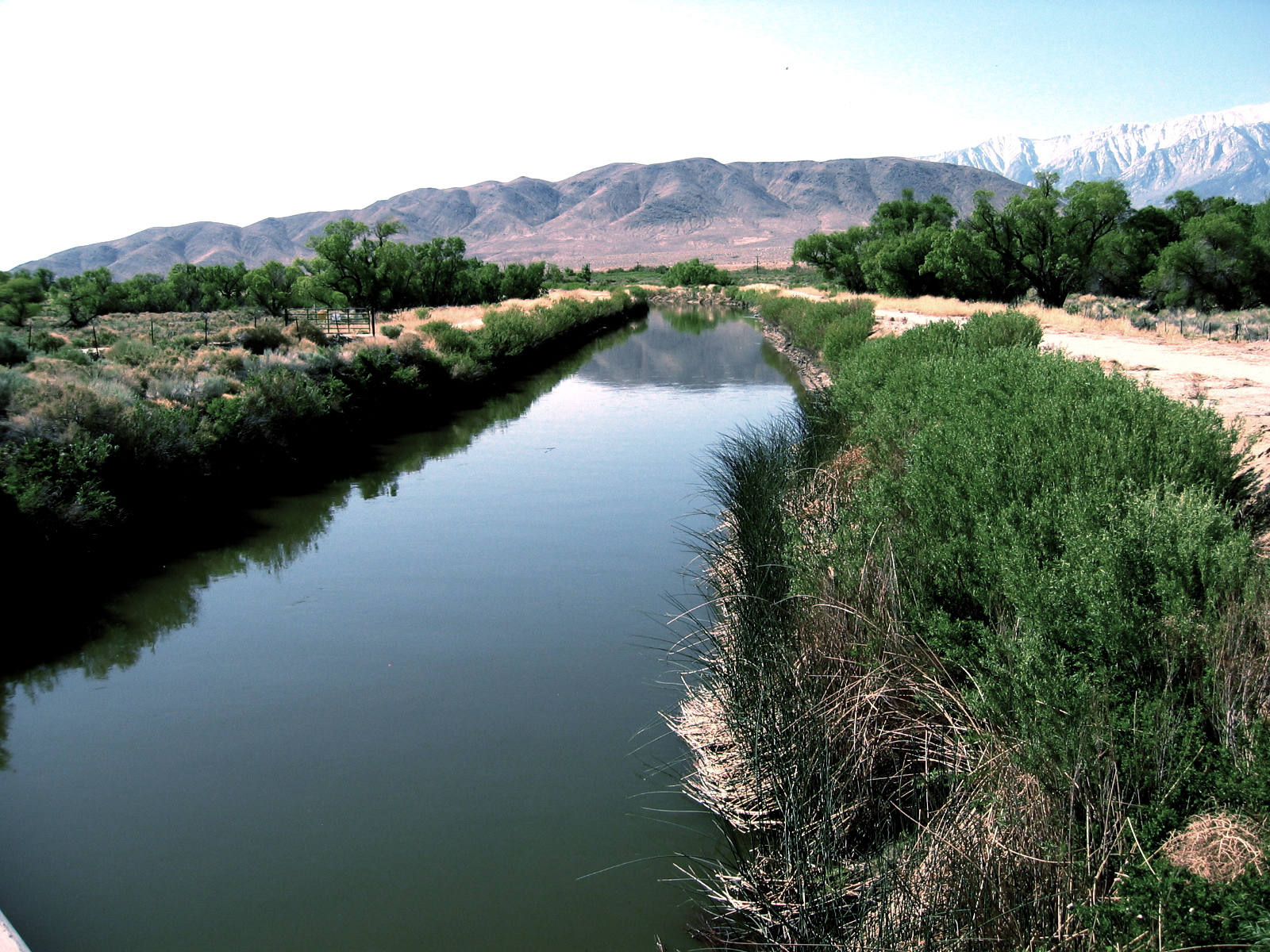
Sección sin alinear del Acueducto de Los Ángeles, justo al sur de Manzanar, cerca de la ruta 395.

Desde marzo de 1905 la ciudad de Los Ángeles comenzó a comprar en secreto los derechos del uso del agua del valle Owens. En 1913 se concluyó la construcción de los 375 kilómetros del Acueducto de Los Ángeles, el cual transportaría el agua del río Owens a la ciudad en lugar de permitirle que desembocara en el lago Owens. De cualquier forma, los funcionarios de Los Ángeles pronto se dieron cuenta de que el agua procedente del río Owens no era suficiente para abastecer a la metrópolis, la cual crecía rápidamente. En 1920 comenzaron a comprar más derechos sobre el agua del fondo del Valle. Mientras esa década terminaba, la ciudad de Los Ángeles fue comprando una a una las granjas del valle, extendiéndose hasta el condado de Mono, incluyendo Long Valley. Hacia 1933 Los Ángeles poseía el 85% de las propiedades en los pueblos y el 95% de todos los ranchos y granjas en el valle Owens, incluyendo Manzanar.
Aunque algunos habitantes vendieron sus tierras a un precio que los hizo financieramente independientes, un número importante de ellos decidió quedarse. En años secos, Los Ángeles bombeó agua del suelo y drenó toda el agua de la superficie, enviándola toda a su acueducto y dejando a los rancheros del valle sin agua. Sin agua para irrigar, los granjeros que habían decidido quedarse se vieron forzados a abandonar sus propiedades y sus comunidades, incluyendo a Manzanar, el cual fue abandonado en 1929.

«Había tanta agua durante estos primeros años que, cuando un caballo jalaba una calesa, el agua frecuentemente subía hasta sus rodillas», dijo Lucille DeBoer, quien vivía en un rancho en Manzanar. «Cuando esto sucedía, los niños se quitaban los zapatos y calcetines y caminaban a casa. A comienzos de 1900 la ciudad de Los Ángeles comenzó a comprar ranchos en el valle Owens por el simple propósito de proveer agua a los habitantes de Los Ángeles. La gente comenzó a venderle su tierra a la ciudad; la ciudad puso pozos para drenar el agua del suelo; los árboles comenzaron a morir; y el suelo al final se convirtió en tierra vacía. Esto dio fin a la tierra de las manzanas grandes y rojas».

Después de eso Manzanar permaneció deshabitado hasta que el Ejército de los Estados Unidos le arrendó a Los Ángeles las 2.500 hectáreas para el Centro de Reubicación Manzanar.

### Segunda Guerra Mundial

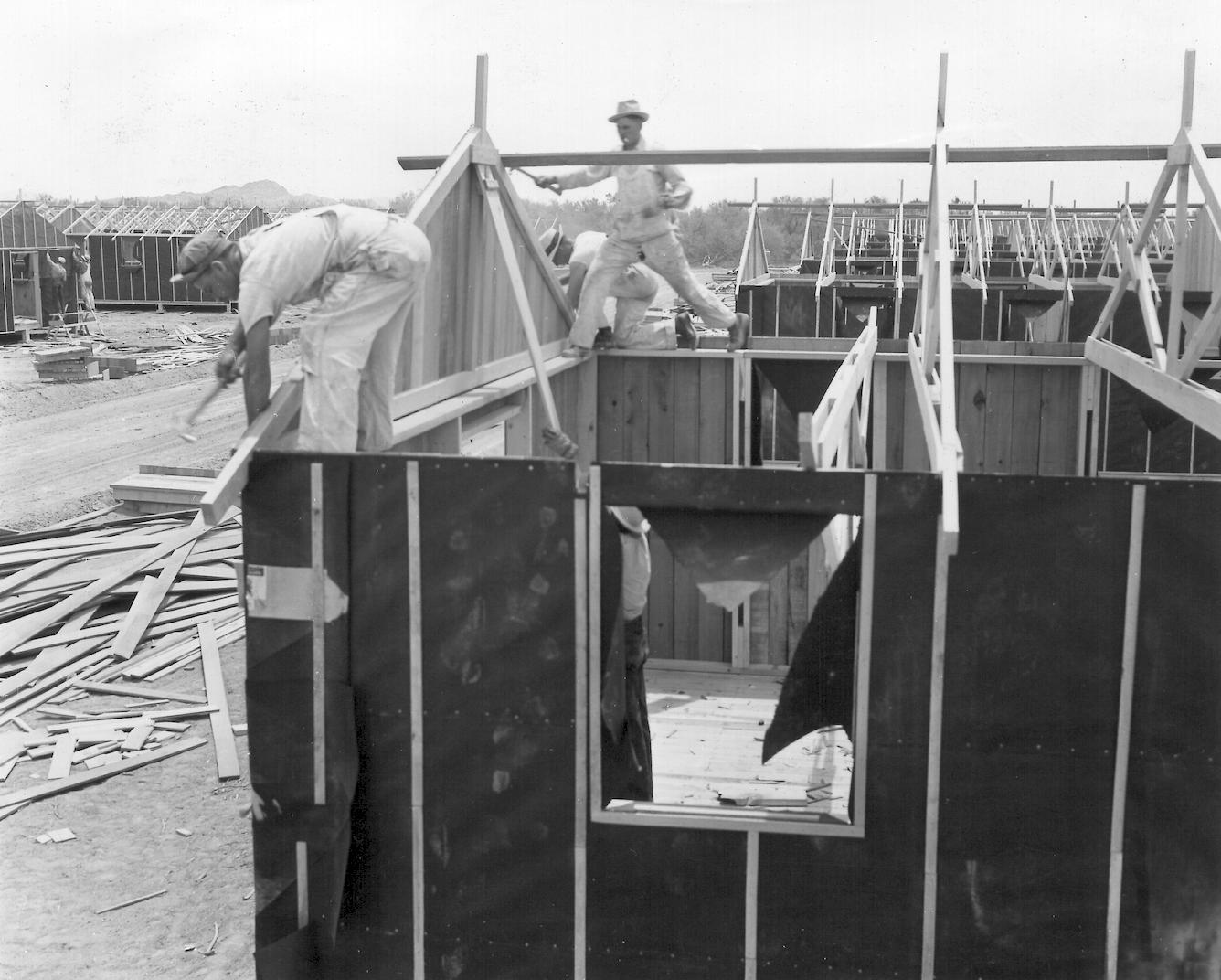
Construcción de cuarteles en Poston. La construcción y materiales utilizado en los cuarteles fueron los mismos en los diez campos, incluyendo Manzanar. Arizona, 5 de mayo de 1942.

Después del ataque a Pearl Harbor el 7 de diciembre de 1941, el gobierno de los Estados Unidos rápidamente comenzó a solucionar el «problema japonés» en la costa oeste del país. Durante la tarde del mismo día, el FBI arrestó «enemigos» extranjeros elegidos, incluyendo 2.192 descendientes de japoneses. El gobierno de California presionó al gobierno nacional para que actuara, debido a que muchos ciudadanos estaban alarmados por las potenciales actividades de las personas de ascendencia japonesa.
El 19 de febrero de 1942, el presidente Franklin Roosevelt firmó la Orden Ejecutiva 9066, la cual autorizaba al Secretario de Defensa a designar comandantes militares con el fin de establecer áreas militares y de excluir a «cualquiera o a todas las personas» de dichas áreas. La orden también autorizó la construcción de lo que posteriormente serían llamados «campos de reubicación» por parte de la Autoridad de Reubicación de Guerra (War Relocation Authority o por sus siglas WRA) para que allí fueran arrestados todos aquellos que fueran excluidos. La orden dio como resultado la reubicación forzada de más de 120.000 nikkei estadounidenses, de los cuales las dos terceras partes eran ciudadanos estadounidenses. El resto no había podido tramitar su ciudadanía debido a la ley federal. Más de 110.000 personas fueron encarceladas en diez campos de concentración localizados lejos de la costa.
Manzanar fue el primero de diez campos de concentración que se establecieron. Inicialmente fue un «centro de recepción» temporal, conocido como «Owens Valley Reception Center», desde el 21 de marzo de 1942 hasta el 31 de mayo de 1942. Durante ese tiempo estuvo operado por la Administración de Control Civil de Tiempos de Guerra del Ejército (Wartime Civilian Control Administration, WCCA).
El centro fue transferido a la WRA el 1 de junio de 1942, y oficialmente se convirtió en el «Centro de Reubicación de Guerra Manzanar» (Manzanar War Relocation Center). Los primeros prisioneros de ascendencia japonesa en llegar al lugar fueron voluntarios que ayudaron con la construcción del campo. Para mediados de abril, más de 1000 japoneses estadounidenses arribaban diariamente, y para julio la población del campo rondaba los 10 000. Cerca del 90% de los prisioneros eran del área de Los Ángeles y el resto provenía de Stockton, California, y de Bainbridge Island, Washington. Muchos de ellos eran granjeros y pescadores. Manzanar alojó a 10.046 prisioneros en su punto más alto y un total de 11.070 personas fueron encarceladas allí.

#### Clima

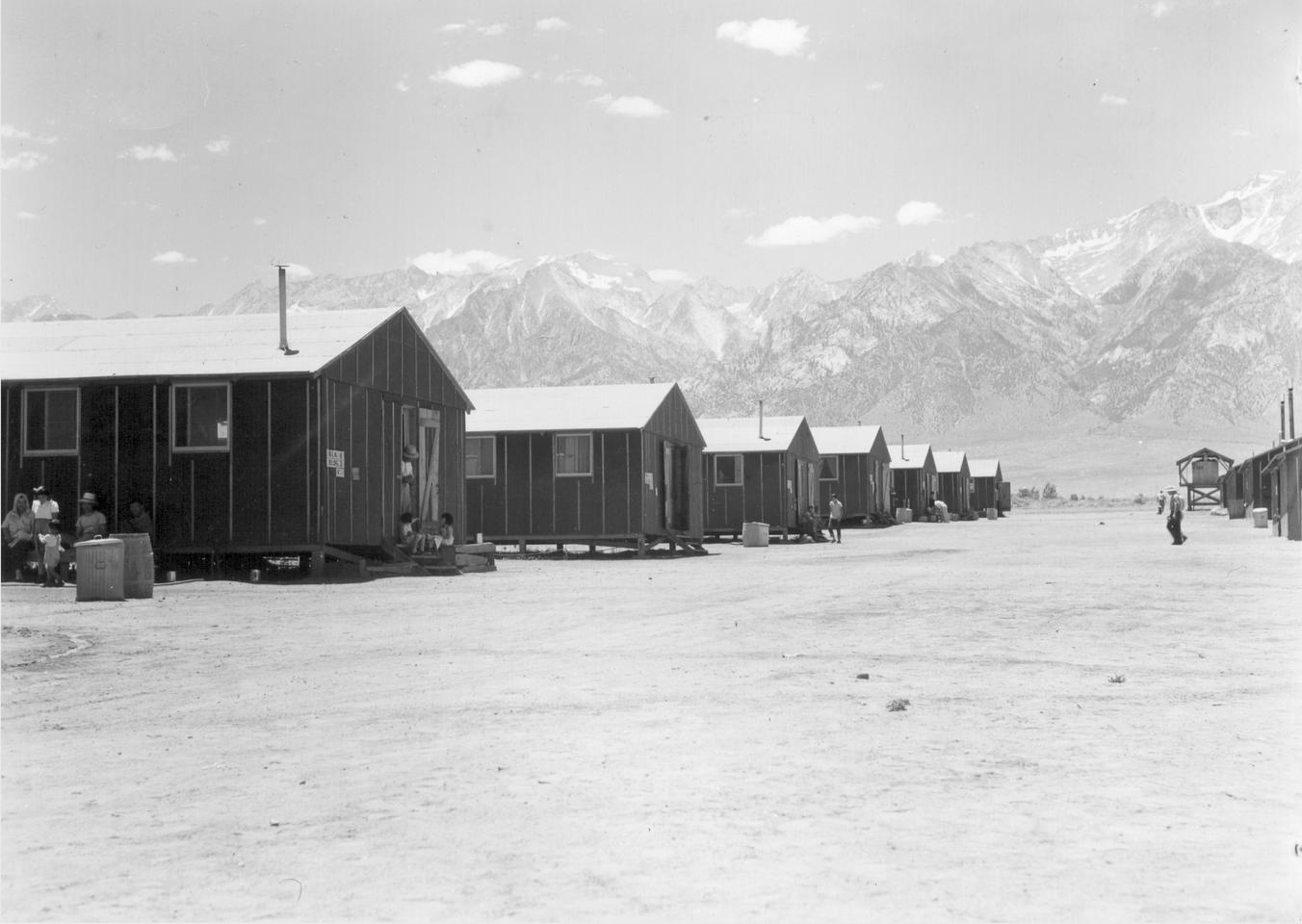
Extremo de una hilera de cuarteles cuyo frente da hacia el oeste del desierto y con las montañas al fondo. Los evacuados en Manzanar se enfrentaron al terrible calor del desierto. 2 de julio de 1942.

El clima en Manzanar causó sufrimiento a los prisioneros debido a que sólo algunos pocos estaban acostumbrados al clima extremo del área. Los edificios temporales no eran adecuados para proteger a la gente del clima. El valle Owens se encuentra en una elevación de 1.200 metros. Los veranos en el desierto del valle Owen son generalmente calurosos, con temperaturas que sobrepasan los 38°. Durante el invierno ocasionalmente cae nieve y la temperatura durante el día usualmente cae hasta aproximadamente los 4°. Durante la noche la temperatura suele estar entre 1° y 4° menos que la temperatura máxima del día, además de que fuertes vientos son comunes tanto de noche como de día. La precipitación anual del área está en escasos 12,7 centímetros. El polvo siempre presente era un frecuente problema debido a los fuertes vientos, por lo que muchos de los prisioneros generalmente se despertaban cubiertos de una delgada capa de polvo desde los pies hasta la cabeza, además de que constantemente tenían que barrer dentro de los cuarteles.
«Durante el verano el calor era insoportable» comentó el antiguo prisionero Ralph Lazo. En el invierno el escaso aceite que se repartía no calentaba adecuadamente los cuarteles de pino impermeabilizados y cubiertos de papel y con hoyos en el piso. El viento soplaba tan fuerte que lanzaba a las rocas alrededor.

#### Arreglo general e instalaciones

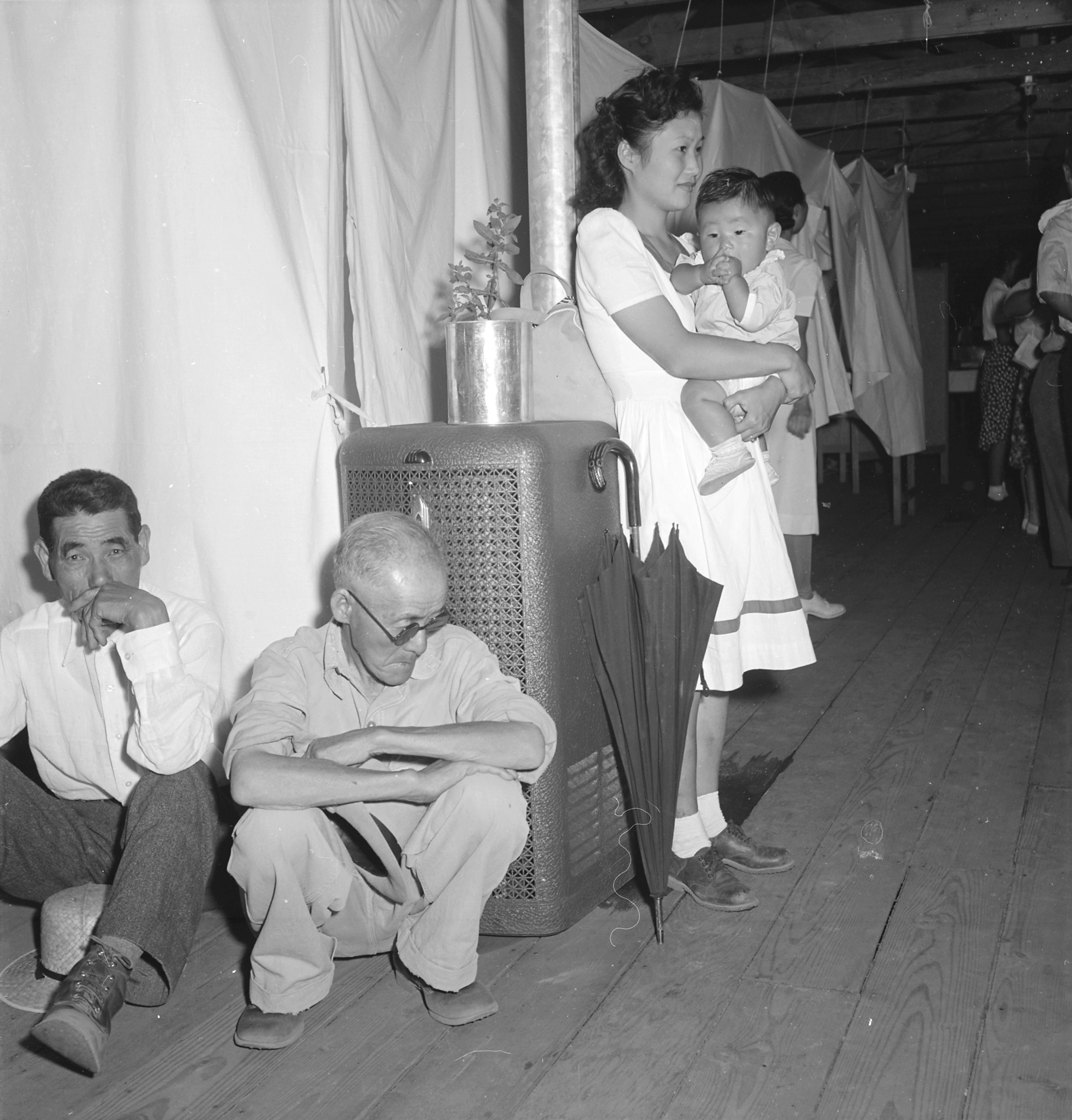
Típica escena al interior de los cuarteles de Manzanar. Nótese la división que separaba las estancias, brindando poca privacidad. 30 de junio de 1942.

El campo se encontraba en una zona de 2.500 hectáreas en Manzanar, arrendada por la ciudad de Los Ángeles, con un área desarrollada de aproximadamente 220 hectáreas. El área residencial abarcaba 2,6 kilómetros cuadrados, y consistía en 36 bloques de cuarteles de cartón alquitranado de 6,1 por 30 metros apresuradamente construidos, en donde cada familia prisionera vivía en un «apartamento» del cuartel de 6,1 por 7,6 metros. Estos apartamentos consistían en divisiones sin muros, lo que no daba oportunidad de privacidad alguna. La falta de privacidad fue un problema mayor para los prisioneros, especialmente debido a las letrinas comunales de hombres y mujeres del campo.
«...Una de las cosas más difíciles de soportar eran las letrinas comunales, sin divisiones; y las duchas sin compartimientos», aseguró la antigua prisionera Rosie Kakuuchi.
Cada bloque residencial contaba además con un comedor comunal, un cuarto de lavado, un cuarto de recreo, un cuarto de planchado y un tanque para almacenar combustible para la calefacción, aunque el bloque 33 no contaba con el cuarto de recreo. Además de los bloques residenciales, Manzanar contaba con 34 bloques adicionales que contaban con alojamiento para el personal, oficinas de administración, dos almacenes, un garaje, un hospital y 24 cortafuegos. El campo también contaba con escuelas, un auditorio de preparatoria, alojamientos para el personal, granjas de pollos y cerdos, iglesias, un cementerio, una oficina postal, una tienda cooperativa, otras tiendas, un periódico del campo, así como otras comodidades que se esperaría encontrar en cualquier ciudad estadounidense.
Manzanar también contaba con una fábrica de elaboración de red de camuflaje, una plantación experimental para producir hule natural de la planta Guayule y un orfanato, el cual alojaba a 101 huérfanos nikkei estadounidenses. En el perímetro del campo había ocho atalayas custodiadas por guardias armados de la policía militar, además de que estaba rodeado por alambre de púas de cinco hebras. En la entrada había puestos de centinelas.

#### Vida dentro del campo

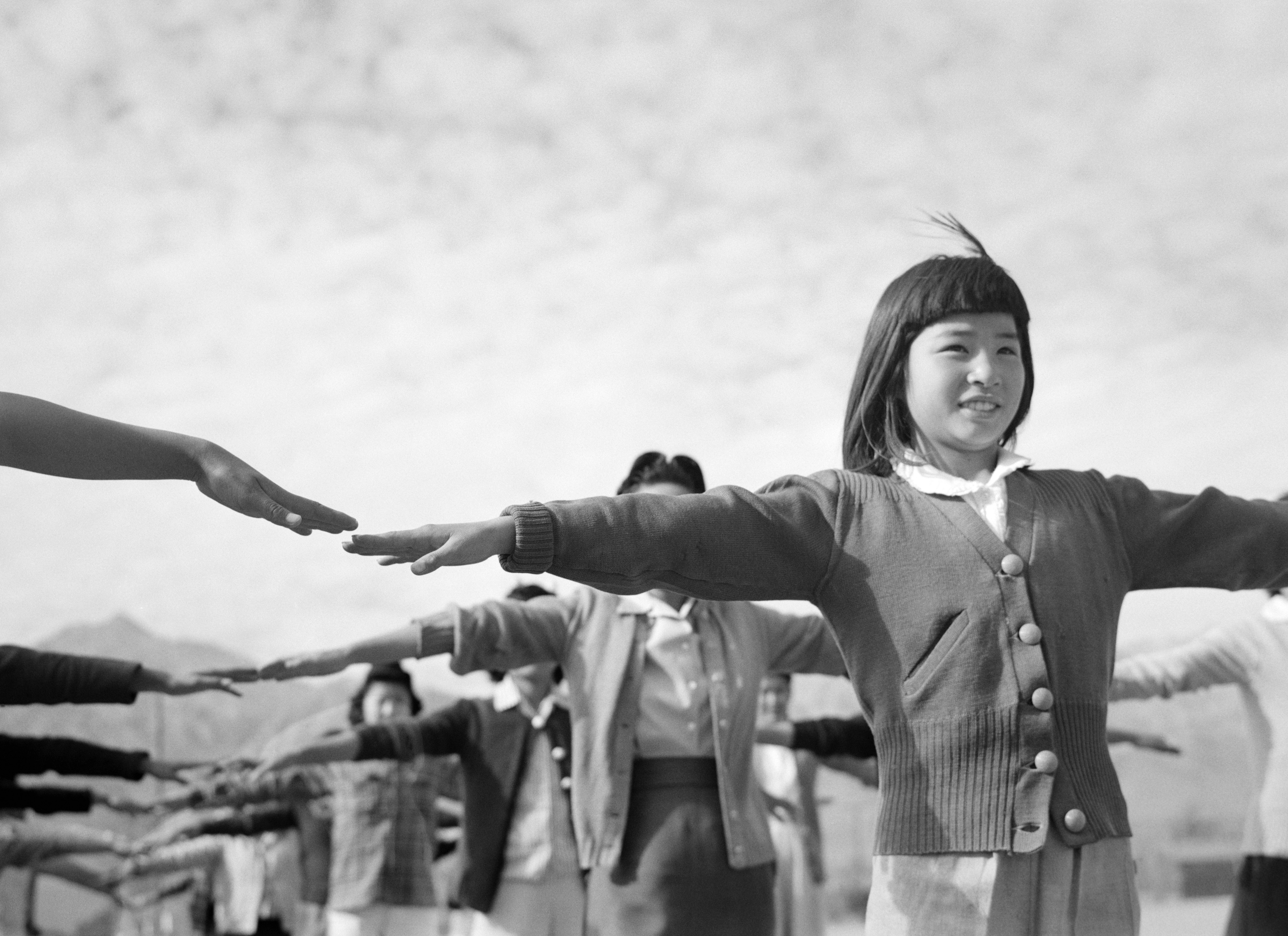
Prisioneras practicando calistenia.

Después de haber sido arrancados de sus hogares y comunidades, los prisioneros tuvieron que soportar condiciones primitivas y por debajo de lo normal, así como falta de privacidad. Tenían que hacer filas para tomar sus alimentos, ir a las letrinas y usar la lavandería. Cada campo estaba pensado para que fuera autosuficiente, y Manzanar no fue la excepción. Había cooperativas que realizaban varios servicios, tales como el periódico del campo, salones de belleza, barberías y reparación de calzado, entre otros. Además, los prisioneros criaban pollos, cerdos, cultivaban vegetales así como los huertos de frutas existentes. Los prisioneros también preparaban su propia salsa de soya y tofu.

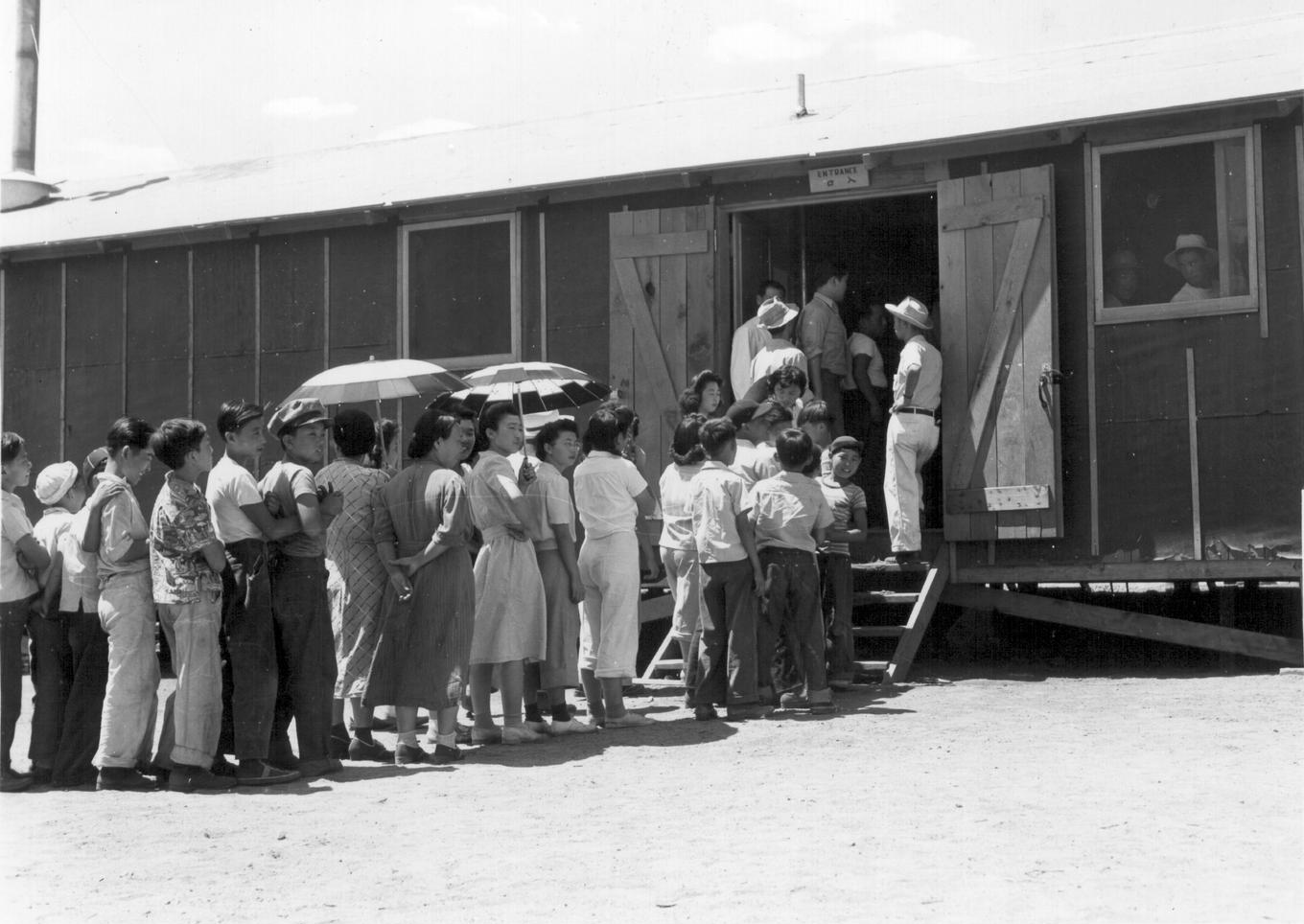
Prisioneros esperan por sus alimentos afuera del comedor el mediodía del 7 de julio de 1942.

La comida en Manzanar tenía como base la requerida por el ejército. Generalmente consistía en arroz caliente con verdura, ya que la carne era escasa debido al racionamiento. A comienzos de 1944 un rancho de pollos comenzó a operar y a finales de abril del mismo año el campo abrió una granja de cerdos. Ambas operaciones proveyeron de carne a los alimentos de los prisioneros.
La mayoría de los prisioneros recibieron trabajo en Manzanar para mantener al campo funcionando. Los trabajadores sin habilidades recibían 8 dólares al mes; los trabajadores con habilidades medias, $12; los trabajadores con habilidad, $16; y los profesionales, $19. Además todos los prisioneros recibían $3,60 mensuales como complemento para gastos de vestimenta.

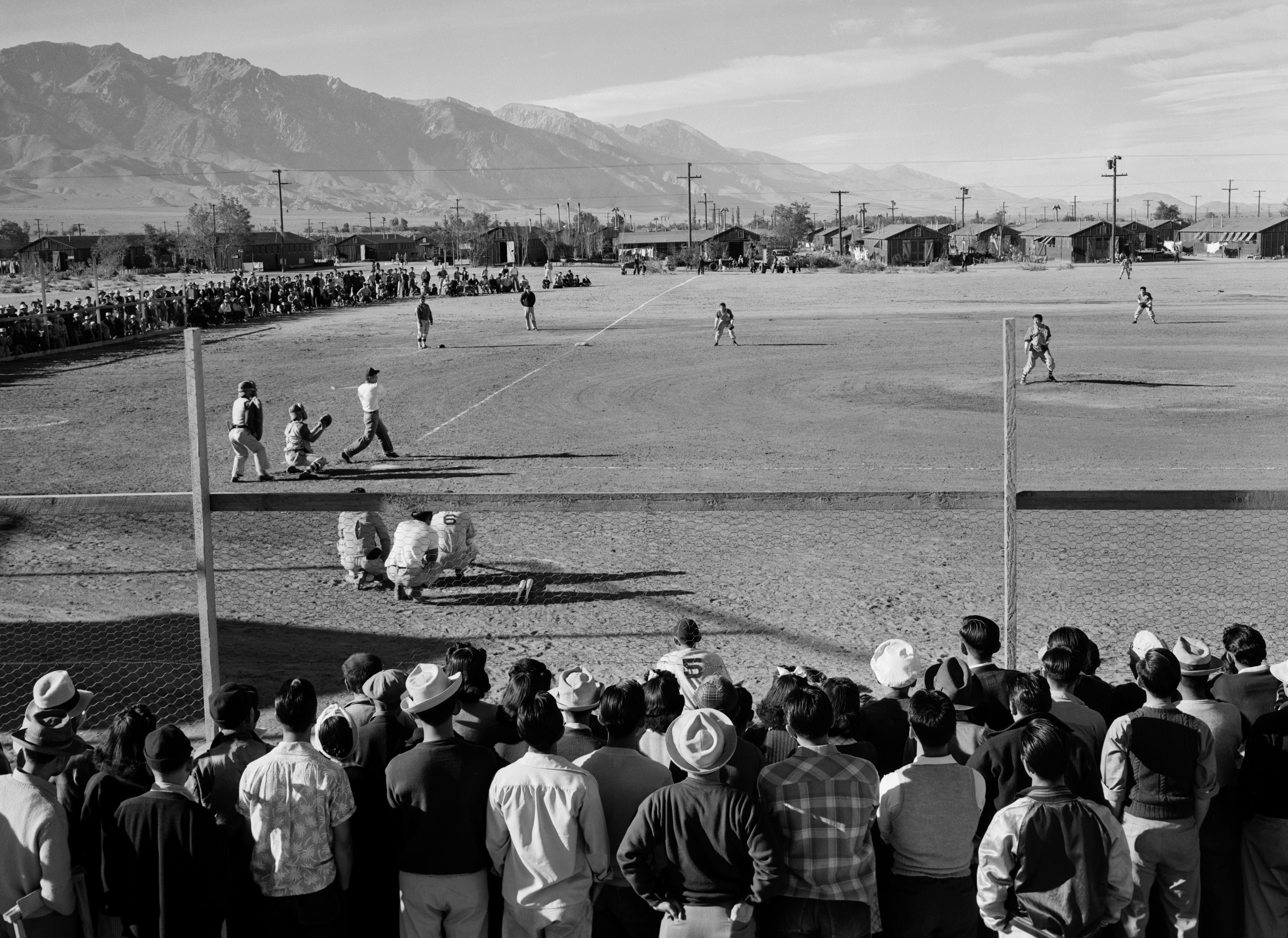
Un juego de béisbol en Manzanar, 1943.

Los prisioneros hacían más fácil de sobrellevar su estancia en Manzanar mediante el recreo. Participaban en deportes, incluyendo el béisbol, el fútbol americano y artes marciales. Quienes estaban ahí recluidos también personalizaron y embellecieron el estéril entorno construyendo elaborados jardines, los cuales a menudo incluían estanques, cascadas y adornos de piedra. Restos de algunos de ellos aún se conservan en el lugar. Incluso había un campo de golf con nueve hoyos de recorrido.

#### Resistencia
Aunque la mayoría de los prisioneros aceptaron su destino silenciosamente durante la Segunda Guerra Mundial, hubo resistencia en algunos campos. Los campos de Poston, Heart Mountain, Topaz y Tule Lake tuvieron disturbios civiles por desacuerdos en los salarios, mercado negro de azúcar, fricciones intergeneracionales, rumores de informadores que daban reportes a los administradores del campo o al FBI y otros problemas. Sin embargo, el incidente más serio ocurrió en Manzanar los días 5 y 6 de diciembre de 1942, el cual fue conocido como «motín de Manzanar».
Después de varios meses de tensión entre los prisioneros que apoyaban a la Liga de ciudadanos japoneses estadounidenses (Japanese American Citizens League, JACL) y un grupo de Kibei (japoneses estadounidenses educados en Japón), se desataron rumores de que la escasez de azúcar y carne eran resultado del mercado negro manejado por los administradores del campo. Las cosas empeoraron cuando el líder de la JACL Fred Tayama fue golpeado por seis hombres enmascarados. Harry Ueno, el líder de la Unión de trabajadores de cocina, fue sospechoso de haber estado involucrado, por lo que fue arrestado y removido de Manzanar. Poco después entre 3.000 y 4.000 prisioneros se reunieron y marcharon hacia el área administrativa, protestando el arresto de Ueno. Después de que los seguidores de Ueno hubieron negociado con la administración del campo, Ueno regresó a la cárcel de Manzanar. Una multitud de varios cientos regresaron a protestar y, cuando avanzaron, la policía militarizada les lanzó gas lacrimógeno para dispersarlos. Mientras algunos corrían para huir del gas, un grupo empujó un camión sin conductor hacia la cárcel. En ese momento la policía disparó contra la multitud, matando a un joven de 17 años instantáneamente. Un hombre de 21 años recibió un disparo en el abdomen, muriendo días después. Otros nueve prisioneros resultaron heridos y un miembro de la policía resultó herido por una bala que rebotó.

#### Cierre

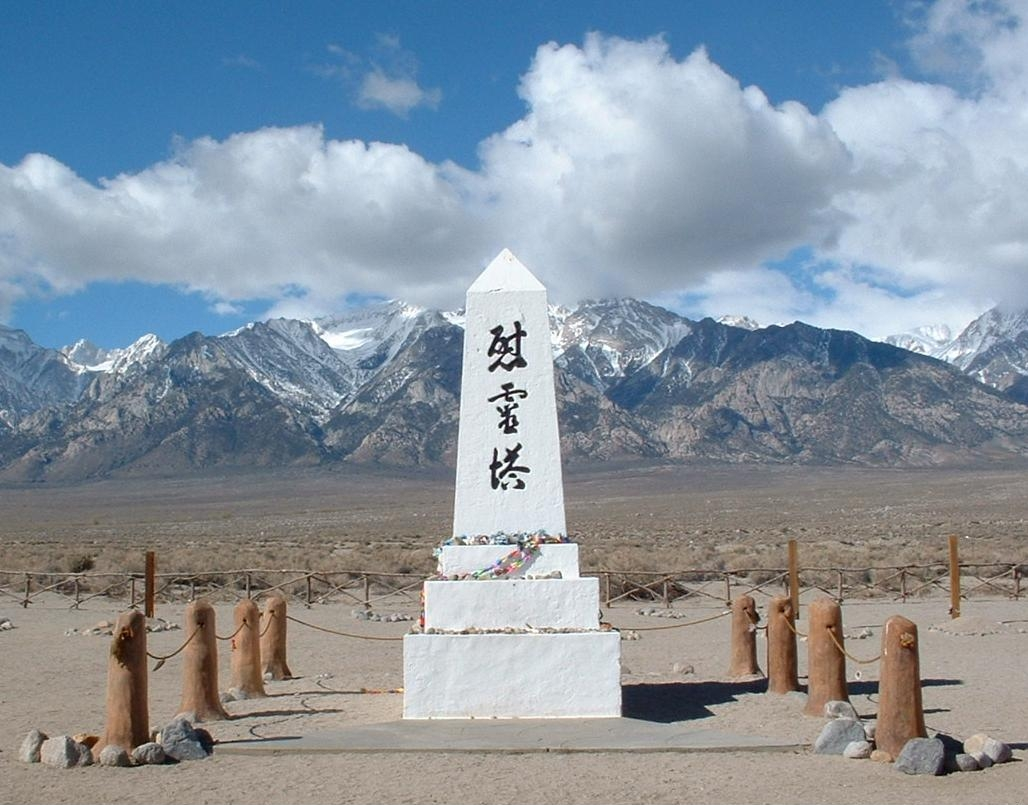
Monumento en el cementerio Manzanar, 2002.

El 21 de noviembre de 1945 la WRA cerró Manzanar, el sexto campo que fue clausurado. Aunque los prisioneros habían sido llevados al valle Owens por el gobierno, tuvieron que dejar el campo y trasladarse hacia sus destinos por su cuenta. La WRA le dio a cada persona 425 dólares, un boleto de ida en tren o autobús y comida a todos aquellos que tuvieran menos de 600 dólares. Aunque muchos dejaron el campo voluntariamente, un número importante se rehusó a irse debido a que no tenían a donde ir ya que habían perdido todo cuando fueron obligados a dejar sus hogares, de tal forma que tuvieron que ser desplazados por la fuerza de nuevo. De hecho, aquellos que se rehusaban a salir eran sacados de sus cuarteles, algunas veces por la fuerza, incluso si no contaban con un lugar a donde ir.
146 prisioneros murieron en Manzanar. Quince prisioneros fueron enterrados ahí, aunque sólo cinco tumbas se conservan, ya que la mayoría fueron exhumados y vueltos a enterrar en otros lugares por sus familiares.
El cementerio Manzanar está señalado por un monumento que fue construido por el prisionero Ryozo Kado en 1943. Una inscripción al frente del monumento dice: 慰霊塔 («Torre consoladora del alma»). La inscripción de la parte posterior dicta: «Erigido por los japoneses de Manzanar» en la izquierda, y «agosto de 1943» en la derecha. Al día de hoy el monumento es cubierto habitualmente con cuerdas de origami, y en ocasiones sobrevivientes y otros visitantes dejan ofrendas de objetos personales como recuerdos. El Servicio de Parques Nacionales periódicamente recoge y cataloga dichos objetos.
Después de que el campo fue cerrado, el sitio finalmente regresó a su estado original. Después de un par de años todas las estructuras fueron removidas con la excepción de dos puestos de centinelas de la entrada, el monumento del cementerio y el auditorio de la antigua Manzanar High School, el cual fue comprado por el condado de Inyo. El condado arrendó el auditorio a los Veteranos de Guerras Extranjeras Independence (Independence Veterans of Foreign Wars), quienes lo utilizaron como lugar de reunión y teatro de la comunidad hasta 1951. Después de eso el edificio fue utilizado como instalación de mantenimiento por el Departamento de Caminos del Condado de Inyo.
Hasta el 2007 el sitio aún conservaba cimientos de numerosos edificios, porciones de los sistemas de agua y alcantarillado, el contorno de la reja de un sendero, algunos restos de los jardines construidos por los prisioneros, entre otras cosas. A pesar de haber sido utilizado por los prisioneros por cuatro años, el lugar aún conserva restos de los ranchos y del pueblo de Manzanar, así como artefactos de la época en que el valle fue habitado por los paiute.

## Prisioneros notables

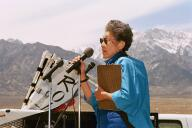
La presidente del Comité Manzanar, Sue Kunitomi Embrey, da la bienvenida durante el peregrinaje anual a Manzanar, 27 de abril del 2002.

- Sue Kunitomi Embrey. Nacida el 6 de enero de 1923, fue editora del periódico del campo, Manzanar Free Press, y tejió redes de camuflaje para apoyar el esfuerzo bélico. Dejó Manzanar a finales de 1943 y se trasladó a Madison, Wisconsin y un año después se mudó a Chicago, Illinois. Regresó a California en 1948, donde se convirtió en maestra y activista comunitaria.[84] En 1969 Embrey fue una de las primeras de las 150 personas que asistieron a la primera peregrinación organizada a Manzanar y fue una de las fundadoras de dicho evento anual. También se convirtió en una de las principales defensoras de la preservación del sitio así como de que se considerara Sitio Histórico Nacional. Falleció en el 2006.[84][85]

«Embrey tomó su dolor y su ira por el injusto internamiento y lo convirtió en una vida dedicada a asegurarse de que nunca volviese a ocurrir», dijo Rose Ochi, consejera legal del Comité Manzanar después de la muerte de Embrey el 15 de mayo del 2006. «Ella era simplemente incansable y como maestra se aseguraba que nuestros libros de historia hablaran del trágico episodio».

«La razón [por la que el Sitio Nacional Manzanar] ha sido aceptado por los japoneses estadounidenses, los habitantes locales del valle Owens y visitantes en general es en gran medida debido al conocimiento y experiencia personal [de Embrey]», aseguró Alisa Lynch, Jefe de interpretación del Sitio Histórico Nacional Manzanar. «Ella tuvo la perspicacia de ayudarnos a ser capaces de ser veraces, certeros. Era una historiadora y había sido una interna, podía ponerse muchos sombreros distintos».

- Aiko Yoshinaga-Herzig. Nacida en 1925 en Los Ángeles, tenía 17 años cuando fue encarcelada en Manzanar. Posteriormente fue encarcelada en Jerome y Rohwer, Arkansas.[90] Yoshinaga-Herzig posteriormente se trasladó a Nueva York, donde se convirtió en activista comunitaria durante los años 1960 y se convirtió en miembro de la asociación Asian Americans for Action (AAA), la primera organización político asiático estadounidense en la costa este. En dicho grupo también se encontraban Bill y Yuri Kochiyama.[90]

Aunque no era una investigadora, Yoshinaga-Herzig decidió buscar entre documentos históricos para ver si existía información sobre su familia en los archivos nacionales. Junto con su esposo, John Herzig, estudió minuciosamente montañas de documentos de la Autoridad de Reubicación. Durante su búsqueda encontraron pruebas de que el gobierno había cometido perjurio ante la Suprema Corte en 1944 en los casos Korematsu contra Estados Unidos, Hirabayashi contra Estados Unidos y Yasui contra Estados Unidos, los cuales cuestionaban la constitucionalidad de las reubicaciones y el internamiento. El gobierno presentó pruebas falsificadas a la Corte, destruyó pruebas y ocultó información importante. Las pruebas recopiladas dieron una base legal que los nikkei estadounidenses necesitaban para pedir compensaciones y reparo de daños por el internamiento durante la guerra. La investigación de los Herzig también sirvió como apoyo para el trabajo de la National Coalition for Japanese American Redress (NCJAR), la cual emprendió una acción popular en contra del gobierno en nombre de los prisioneros. La Suprema Corte falló en contra del demandante.
- William Minoru Hohri. Nacido en San Francisco, California, en 1927,[92] fue encarcelado en Manzanar cuando tenía 15 años de edad. Su familia entró al campo el 3 de abril de 1942 y permaneció allí hasta el 25 de agosto de 1945.[93] Hohri se convirtió en activista por los derechos civiles y en contra de la guerra después de la Segunda Guerra Mundial.

A finales de los años 1970 fue nombrado presidente de la NCJAR, la cual inició una acción popular en contra del gobierno de los Estados Unidos el 16 de marzo de 1983, asegurando que la detención de los japoneses nacidos en los Estados Unidos había sido injusta. La demanda estableció veintidós causas de acción, incluyendo quince posibles violaciones de los derechos constitucionales, reclamando además $27.000.000.000 en daños. Aunque la Suprema Corte falló en su contra, la demanda sirvió para dar a conocer a la opinión pública la situación de daños y reparaciones. La demanda además mostró al Congreso y al Ejecutivo que el gobierno se vería más expuesto en la demanda aún pendiente que con la consideración de una legislación del Congreso para el pago de daños. La propuesta contemplaba el pago de $20.000 dólares en compensación por cada prisionero o sus parientes inmediatos, además de la liberación de un fondo para educación sobre libertades civiles.

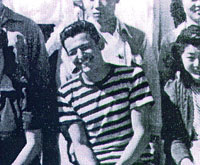
Ralph Lazo.

- Ralph Lazo. Nacido en 1924 en Los Ángeles y de ascendencia mexicana e irlandesa. A la edad de 16 años se enteró de la situación que estaban viviendo sus amigos nikkei se sintió indignado,[62] y decidió viajar junto con ellos en un tren a Manzanar en mayo de 1942.[98][99] Los oficiales del lugar nunca le preguntaron por su ascendencia.[100]

«El internamiento era inmoral», declaró Lazo al Los Angeles Times. «Estaba mal y no podía aceptarlo». «Estas personas no habían hecho nada que yo no hubiera hecho, salvo ir a una escuela en idioma japonés».
Permaneció en Manzanar hasta agosto de ese año, cuando fue reclutado en el ejército, donde sirvió como sargento segundo en el Pacífico sur, ayudando en la liberación de Filipinas. Lazo fue reconocido con la estrella de bronce por heroísmo en combate. Después de la guerra se convirtió en un fuerte defensor de las compensaciones y reparaciones para los japoneses estadounidenses que fueron encarcelados durante la guerra.

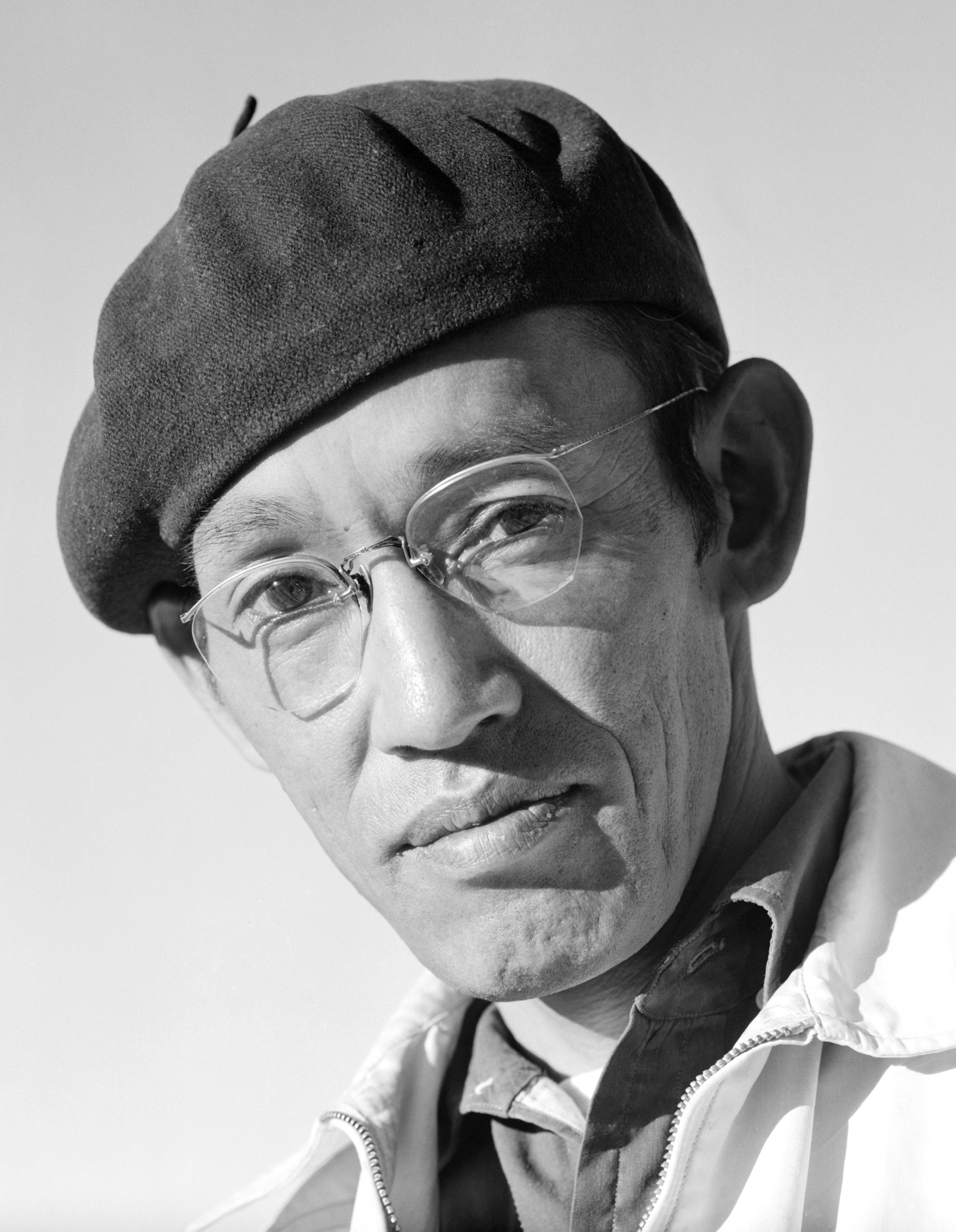
El fotógrafo Toyo Miyatake.

- Toyo Miyatake. Nacido en Kagawa, Shikoku, Japón, en 1896, emigró a los Estados Unidos en 1909. Se asentó en Los Ángeles, en el barrio Little Tokyo y fue encarcelado en Manzanar junto con su familia. Como fotógrafo, Miyatake metió de contrabando una lente y un sujetador de película, los cuales metió en una caja de madera con puerta para ocultar la lente. Tomó muchas de las ahora famosas fotografías de la vida y condiciones en Manzanar. Finalmente su cámara fue descubierta y confiscada por los administradores del campo, sin embargo, el director del campo Ralph Merritt posteriormente le permitió fotografiar libremente dentro del campo, aunque no le estaba permitido presionar el obturador, por lo que un guardia u oficial del campo realizaba esta tarea. Al final Merritt no vio necesidad de este procedimiento por lo que simplemente le permitió tomar las fotos que quisiera.[102]

- Togo Tanaka (1916-2009). Editor del periódico Rafu Shimpo, fue enviado a Manzanar, donde usó su experiencia para documentar las condiciones que se vivían dentro del campo. Como simpatizante de cooperar con las autoridades, fue etiquetado como colaborador y fue reubicado al campo de Death Valley después de ser el blanco de varias revueltas antes del primer aniversario del ataque a Pearl Harbor.[103]

- Harry Ueno. Nacido en Hawái en 1907, era un kibei (norteamericano-japonés educado en Japón) que fue encarcelado junto con su esposa e hijos en Manzanar.[104] Después de ofrecerse como voluntario para el trabajo en el comedor, Ueno descubrió que el personal del campo estaba robando azúcar y carne y vendiéndolos en el mercado negro.[104][105] Ueno dio a conocer los hurtos y trabajó para organizar a los prisioneros para lidiar con ellos,[106] lo que dio como resultado su arresto, situación que lo puso en el centro de la revuelta de Manzanar.[104][107] Ueno fue uno de los prisioneros que protagonizaron la película Rabbit in the Moon de Emiko Omori, ganadora de un premio Emmy.[108]

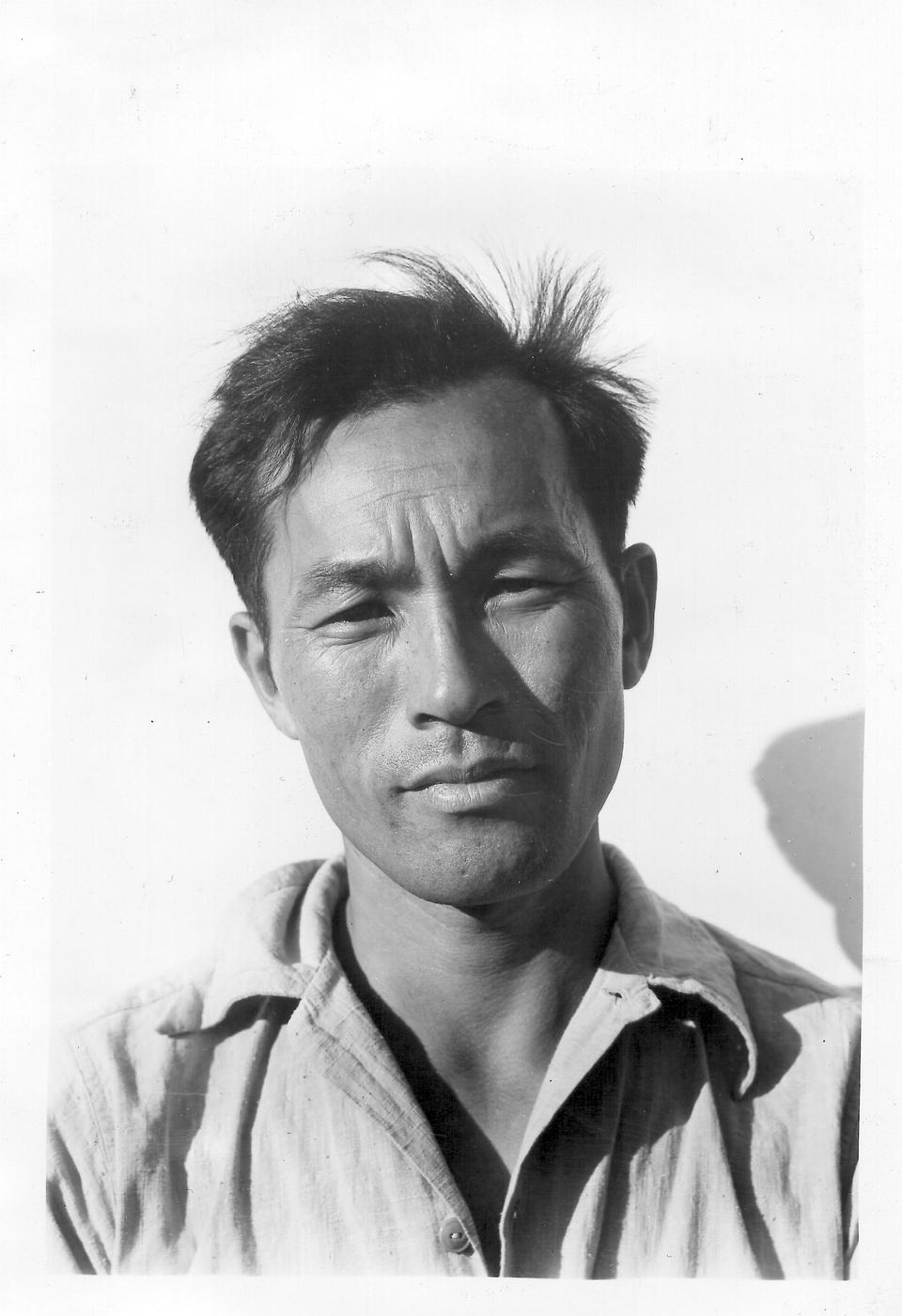
Karl Yoneda.

- Karl Yoneda. Nació en Glendale, California, el 15 de julio de 1906, pero su familia regresó a Japón en 1913.[109][110] Cuando se acercaba la guerra Yoneda decidió regresar a los Estados Unidos antes de tener que alistarse en el ejército.[109] Llegó a San Francisco el 14 de diciembre de 1926 pero estuvo detenido durante dos meses en el centro de inmigración de Angel Island a pesar de contar con el certificado de nacimiento.[110] Posteriormente se trasladó a Los Ángeles[109] y llegó a Manzanar el 22 de marzo de 1942, siendo uno de los primeros descendientes de japoneses que llegaron como voluntarios a construir el campo.[111] Yoneda posteriormente se distinguió trabajando para los Estados Unidos, ofreciéndose a servir en el Servicio de Inteligencia Militar.[112] Después de la guerra siguió apoyando causas civiles y de derechos humanos.[109]

## Preservación y remembranza

### Peregrinación a Manzanar

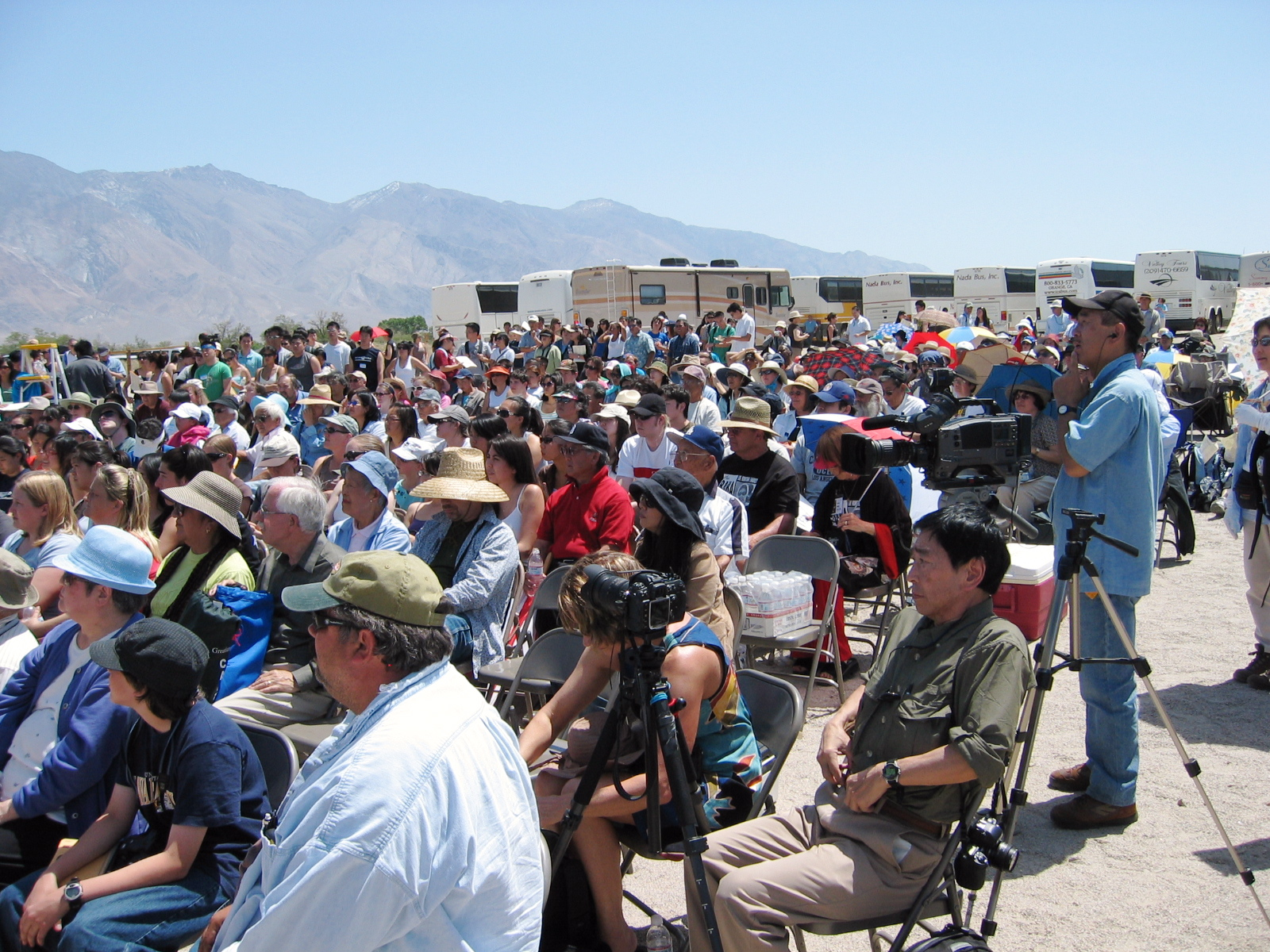
Alrededor de 1.100 personas asistieron al 38° peregrinaje anual a Manzanar, 28 de abril del 2007.

En 1969, cerca de 150 personas salieron de Los Ángeles en automóvil y autobús hacia Manzanar. Ese fue el primer peregrinaje anual a Manzanar, pero desde que el campo cerró en 1945, dos ministros, los Reverendos Sentoku Mayeda y Shoichi Wakahiro, han asistido anualmente.
El Comité Manzanar, organización sin ánimo de lucro, anteriormente dirigido por Sue Kunitomi Embrey, ha patrocinado el viaje desde 1969. El evento se realiza cada año el último sábado de abril con cientos de visitantes de todas las edades y clases, incluyendo antiguos prisioneros que se reúnen en el cementerio para recordar el internamiento. El objetivo es que los participantes puedan aprender acerca del lugar y ayuden a que ese trágico capítulo en la historia de los Estados Unidos no se olvide ni se vuelva a repetir. El programa tradicionalmente consiste en oradores, representaciones culturales, un servicio interreligioso en memoria de aquellos que murieron en el lugar y danza Ondo.
En 1997, el programa Manzanar At Dusk (Manzanar al anochecer) se integró al peregrinaje. El programa atrae a residentes locales, así como a descendientes de los que habitaron Manzanar en su época como rancho y pueblo. A través de pequeños grupos de discusión el evento da a los participantes la oportunidad de escuchar las experiencias de los prisioneros de primera mano, compartir sus experiencias y sentimientos sobre lo que aprendieron y hablar de la relevancia de lo que sucedió en Manzanar aplicado a sus propias vidas.
Desde los eventos del 11 de septiembre de 2001, musulmanes estadounidenses han participado en el peregrinaje para promover e incrementar la conciencia de proteger los derechos civiles debido a la creciente desconfianza hacia ellos en el mundo después de los atentados.

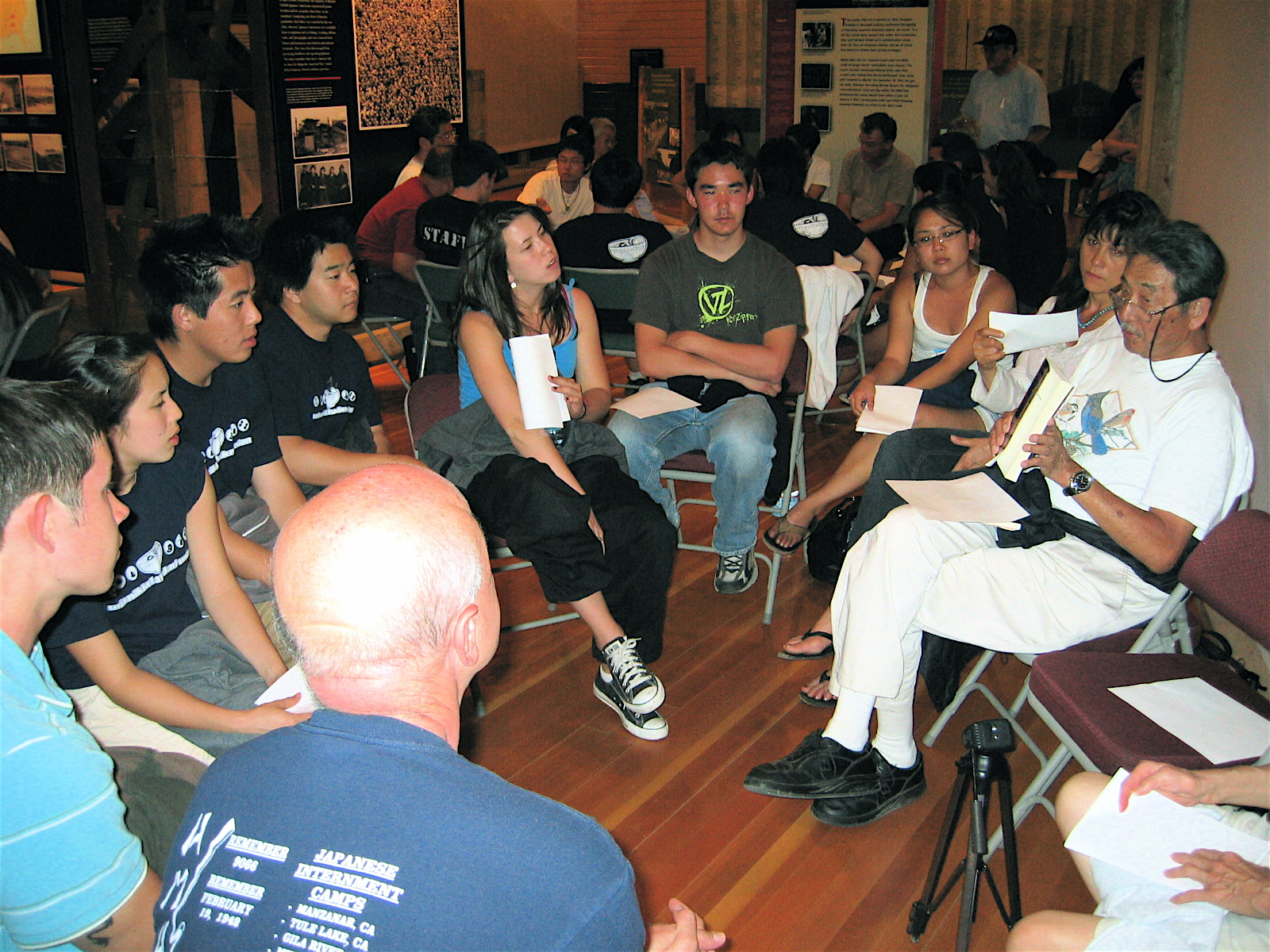
En una pequeña sesión de grupo el exprisionero Wilbur Sato (derecha) relata sus experiencias durante su estancia en el campo. 28 de abril del 2007.

### Monumento Histórico de California
Los esfuerzos del Comité Manzanar rindieron frutos cuando el estado de California nombró Manzanar como Monumento Histórico de California (California Historical Landmark) #850 en 1972. La señalización como tal se colocó en el puesto centinela el 14 de abril de 1973.

### Monumento Histórico Nacional y Sitio Histórico Nacional
El Comité Manzanar también encabezó los esfuerzos para que fuera considerado dentro de la lista del Registro Nacional de Lugares Históricos y en febrero de 1985 fue incluido como Monumento Histórico Nacional. Embrey y el comité también lideraron los esfuerzos para que el antiguo campo fuera considerado Sitio Histórico Nacional, lo que ocurrió el 3 de marzo de 1992 cuando el presidente George H. W. Bush firmó la Resolución 543 en la Ley Pública 102-408 106 Stat. 40. Este acto del Congreso estableció el Sitio Histórico Nacional Manzanar «para proveer protección e interpretación para los recursos históricos, culturales y naturales asociados con la reubicación de japoneses estadounidenses durante la Segunda Guerra Mundial». Cinco años más tarde el servicio de Parques Nacionales compró 329 hectáreas de terreno a la ciudad de Los Ángeles.

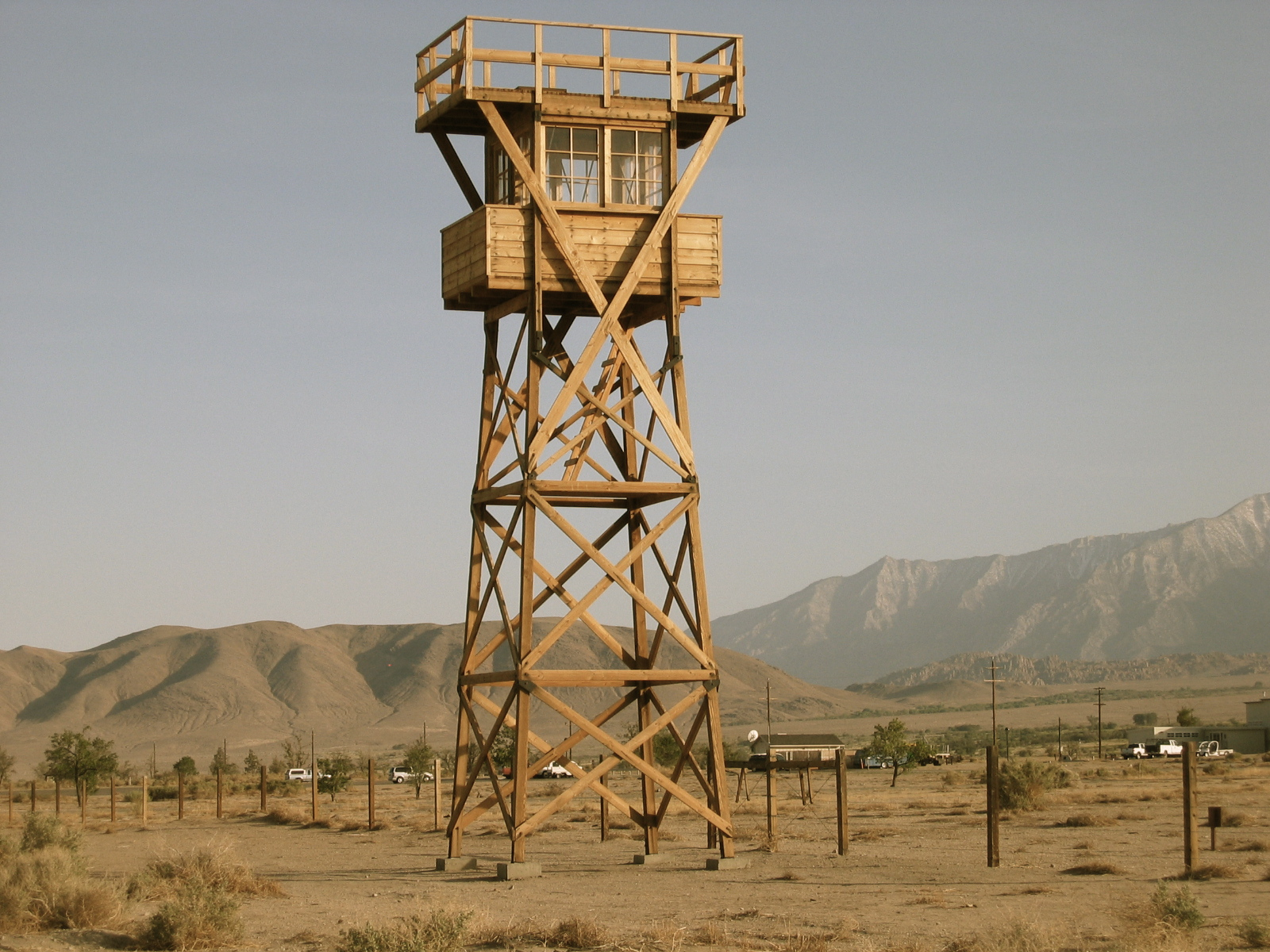
Réplica de una atalaya del Sitio Histórico Nacional Manzanar construida en el 2005. Ocho atalayas equipadas con reflectores y metralletas apuntando hacia los prisioneros estaban ubicadas alrededor del perímetro del campo.

El sitio cuenta con un centro de interpretación alojado en el auditorio escolar que fue restaurado, donde se cuenta con una exhibición permanente que narra las historias de los prisioneros de Manzanar, los paiute del valle, los rancheros, el pueblo y el agua del valle.

«[...] Historias como ésta necesitan ser contadas y muchos de nosotros han muerto sin contar nuestra historia», aseguró Embrey durante sus observaciones en la ceremonia de apertura del centro de interpretación del Sitio Histórico Manzanar el 24 de abril del 2004. «El centro de interpretación es importante porque necesita mostrar al mundo que Estados Unidos es fuerte debido a que enmienda los errores que ha cometido, y nosotros recordaremos Manzanar por ello».

El sitio, el cual ha sido visitado por 601.217 personas entre el 2000 y 2008, cuenta con puestos centinelas en la entrada restaurados, una réplica de una atalaya, un camino turístico autoguiado y señalizaciones con información. El personal ofrece visitas guiadas y otros programas educativos, incluyendo un programa educativo de guardia junior para niños entre los 4 y los 15 años de edad. 
El Servicio de Parques Nacionales trabajará en la reconstrucción de un comedor, construirá una parte de los bloques residenciales, incluyendo los cuarteles, y plantará vegetación históricamente adecuada.

## En los medios
Una película grabada para la televisión, Farewell to Manzanar, salió al aire el 11 de marzo de 1976 en la NBC. La película se basó en las memorias homónimas de Jeanne Wakatsuki Houston, quien fue encarcelada en Manzanar cuando era niña. Tanto el libro como la película narran la historia de la familia Wakatsuki y sus experiencias detrás el alambre de púas vista a través de los ojos de la niña.
Come See The Paradise fue una película que abordó la temática de cómo el encarcelamiento afectó a una familia estadounidense de Los Ángeles y a un organizador de sindicato estadounidense de ascendencia europea. En la película, estrenada en 1990, protagonizó Dennis Quaid y Tamlyn Tomita, y fue escrita y dirigida por Alan Parker.
La novela de 1994 Snow Falling on Cedars de David Guterson contiene varias escenas y detalles relacionados con los japoneses estadounidenses del área de Puget Sound, Washington, así como sus experiencias en Manzanar. La del año 2000, basada en el libro, también muestra los detalles de esa conexión.
La canción "Kenji", del álbum The Rising Tied (2005) de Fort Minor narra la historia verídica de la familia de Mike Shinoda, así como sus experiencias anteriores antes, durante y después de la Segunda Guerra Mundial, incluyendo su internamiento en Manzanar.
La canción del grupo punk californiano Channel 3 titulada "Manzanar" (1981) trata sobre la reclusión.
El músico de country / folk Tom Russell escribió "Manzanar", canción que trata sobre el internamiento, fue lanzada en el álbum Box of Visions (1993). Laurie Lewis le hizo un cover a la canción en su álbum Seeing Things (1998), en la que añadió sonidos del koto, un instrumento musical japonés.

## Lectura adicional

### Recursos sobre el valle Owens
- Burton, Jeff (1998). The Archeology of Somewhere: Archeological Testing Along U.S. Highway 395, Manzanar National Historic Site. Western Archeological Center, National Park Service, United States Department of the Interior. Publications in Anthropology 72 (Covers archeological finds at Manzanar from the pre-World War II, wartime and post-war periods).
- Chalfant, William A. (1980). Story Of Inyo. Chalfant Press. ISBN 0-912494-34-4.
- Ewan, Rebecca Fish (2000). A Land Between: Owens Valley, California. The Johns Hopkins University Press. ISBN 0-801864-61-5.
- Hoffman, Abraham (1992). Vision or Villainy: Origins of the Owens Valley-Los Angeles Water Controversy. Texas A&M University Press. ISBN 0-890965-09-9.
- Kahri, William L. (1983). Water and Power: The Conflict Over Los Angeles Water Supply in the Owens Valley. University of California Press. ISBN 0-520050-68-1.
- Nadeau, Remi A. (1997). The Water Seekers. Crest Publishers. ISBN 0-962710-45-8.
- Steward, Julian (1933). «Ethnography of the Owens Valley Paiute». University of California Publications in American Archaeology and Ethnology 33 (3): 233-250.
- Steward, Julian (1934, 2007). Myths of the Owens Valley Paiute. Kessinger Publishing, LLC. ISBN 1-432565-38-9.
- Wehrey, Jane (2006). Voices From This Long Brown Land: Oral Recollections of Owens Valley Lives and Manzanar Pasts. Palgrave Macmillan. ISBN 0-312295-41-3.

### Recursos sobre tiempos de guerra
- Armor, John and Wright, Peter. (1989). Manzanar; Photographs by Ansel Adams. Vintage Books.
- Adams Ansel, Benti, Wynne (ed.), Embrey, Sue Kunitomi (contributor), Michael, William H. (contributor). (2001). Born Free And Equal: The Story of Loyal Japanese Americans. Spotted Dog Press. ISBN 1-893343-05-7.
- Bunting, Eve, Soentpiet, Chris K. (1998). So Far from the Sea. Clarion Books. ISBN 0-395720-95-8.
- Cooper, Michael. (2002). Remembering Manzanar: Life In A Japanese Relocation Camp. Clarion Books. ISBN 0-618067-78-7.
- Denenberg, Barry. (1999). The Journal of Ben Uchida: Citizen 13559, Mirror Lake Internment Camp, California, 1942. Scholastic. ISBN 0-590-48531-8.
- Embrey, Sue Kunitomi. (1972). The Lost Years: 1942–1946. Moonlight Publications. ISBN 0-930046-07-2.
- Garrett, Jessie A., Larson, Ronald C. (ed). (1977). Camp and Community: Manzanar and the Owens Valley. Japanese American Oral History Program: California State University, Fullerton. ISBN 0-930046-00-5.
- Inada, Lawson Fusao (ed.) (2000). Only What We Could Carry: The Japanese American Internment Experience. Heyday Books and the California Historical Society. ISBN 1-890771-30-9.
- Peterson, Robert (Noviembre/Diciembre 1999). «Scouting in World War II Detention Camps». Scouting Magazine: the Way It Was (Boy Scouts of America). Consultado el 6 de diciembre de 2009.
- Shiozaki, Cory (2007). «From Barbed Wire to Barbed Hooks: Fishing Stories From Manzanar». Cory Shiozaki. Consultado el 6 de diciembre de 2009.
- Weglyn, Michi (1976, 1996). Years Of Infamy: The Untold Story Of America's Concentration Camps. University of Washington Press. ISBN 0-295-97484-2.

### Recursos sobre la posguerra
- Commission on Wartime Relocation and Internment of Civilians. (1997). Personal Justice Denied: Report of the Commission on Wartime Relocation and Internment of Civilians. Civil Liberties Public Education Fund and University of Washington Press. ISBN 0-295-97558-X.
- Bahr, Diana Myers (2007). The Unquiet Nisei: An Oral History Of The Life Of Sue Kunitomi Embrey. Palgrave MacMillan. ISBN 0-230-60067-0.
- Daniels, Roger, Kitano, Harry H.L., Taylor, Sandra C (1986). Japanese Americans From Relocation To Redress. University of Utah Press. ISBN 0-87480-258-X.
- Irons, Peter (1983). Justice At War. Oxford University Press. ISBN 0-19-503273-X.
- Japanese American Historical Society of Southern California (1998). Nanka Nikkei Voices: Resettlement Years, 1945–1955. Japanese American Historical Society of Southern California.
- Maki, Mitchell T., Kitano, Harry H.L., Berthold, S. Megan (1999). Achieving The Impossible Dream: How Japanese Americans Obtained Redress. University of Illinois Press. ISBN 0-252-02458-3.
- Silber, Rebecca R (15 de marzo de 1998). Lexicon of Genocide (Letter to the Editor). New York Times. Consultado el 6 de diciembre de 2009.
- Takei, Barbara, Tachibana, Julie (2001). Tule Lake Revisited. T & T Press. ISBN 0-971167-60-5.
- Tse, Joyce (2 de mayo de 2007). Manzanar Pilgrimage Begins A New Era. Rafu Shimpo. Archivado desde el original el 11 de febrero de 2009. Consultado el 6 de diciembre de 2009.